# Norbert Ratsirahonana
Norbert Lala Ratsirahonana (Antsiranana, 18 de noviembre de 1938) es un político de Madagascar. primer ministro e interinamente Jefe de Estado y de Gobierno, luego de la destitución del presidente Zafy en 1996.-

## Biografía
Ratsirahonana nació en la ciudad norteña de Antsiranana (antes conocida como Diégo-Suárez). Fundó y encabezó el partido Asa Vita no Ifampitsarana (por los hechos se nos juzgará), que se alineó con la oposición al entonces presidente Didier Ratsiraka. Ratsirahonana y su partido formaron parte de la coalición que aupó a Albert Zafy a la presidencia en 1993. Con Zafy como presidente, Ratsirahonana accedió al cargo de presidente del Tribunal Constitucional.
El 28 de mayo de 1996, cuando el primer ministro fue destituido por el parlamento tras una moción de censura, Zafy eligió a Ratsirahonana para el cargo. Poco después, Zafy fue destituido como presidente, y el 5 de septiembre de ese mismo año, Ratsirahonana fue nombrado presidente de Madagascar en funciones. En noviembre se celebraron las elecciones presidenciales, en las que Ratsirahonana participó como candidato obteniendo el cuarto puesto, tras Ratsiraka, Zafy y Herizo Razafimahaleo) con un 10% del voto. Ratsiraka se impuso en la segunda vuelta de las elecciones y Ratsirahonana cedió su cargo interino como presidente el 9 de febrero de 1997. Doce días después, Ratsirahonana abandonó también el puesto de primer ministro, que pasó al candidato de confianza de Ratsiraka. El AVI pasó a ser el principal grupo de oposición, aunque muy debilitado, consiguiendo únicamente 13 de los 150 escaños en las elecciones parlamentarias de 1998.
En 2001, Ratsirahonana se retiró de las elecciones presidenciales de ese año y prestó su apoyo a la candidatura de Marc Ravalomanana. Tras la disputada victoria de Ravalomanana, Ratsirahonana integró al AVI en el grupo político del nuevo presidente.
Tras ocupar cargos en el Gobierno de Ravalomanana, en 2006 Ratsirahonana dimitió, distanciándose del Gobierno de Ravalomanana. En agosto hizo pública su candidatura a las elecciones del 3 de diciembre de 2006, en las que obtuvo, según los resultados oficiales, el quinto puesto con alrededor del 4,2% de los votos.